# Rzęśniki
Rzęśniki (deutsch Rzesniken, 1938 bis 1945 Forsthaus Nickelsberg) ist ein kleiner Ort in der polnischen Woiwodschaft Ermland-Masuren, der zur Gmina Orzysz (Stadt- und Landgemeinde Arys) im Powiat Piski (Kreis Johannisburg) gehört.

## Geographische Lage
Rzęśniki liegt südöstlich des Hasensees (polnisch Jezioro Rząśniki, auch: Jezioro Rzęśniki) in der östlichen Woiwodschaft Ermland-Masuren, 27 Kilometer nordöstlich der Kreisstadt Pisz (deutsch Johannisburg).

## Geschichte
Der heutige kleine Weiler (polnisch Osada) umfasst seit je her das Gebiet einer Försterei, deren Entstehungsdatum nicht bekannt ist. Als eigenständiger Gutsbezirk kam der Ort 1874 zum neu errichteten Amtsbezirk Mykossen (polnisch Mikosze), der – 1938 in „Amtsbezirk Arenswalde“ umbenannt – zum Kreis Johannisburg im Regierungsbezirk Gumbinnen (ab 1905: Regierungsbezirk Allenstein) der preußischen Provinz Ostpreußen gehörte.
Im Jahre 1910 zählte Rzesniken zwölf Einwohner.
Aufgrund der Bestimmungen des Versailler Vertrags stimmte die Bevölkerung im Abstimmungsgebiet Allenstein, zu dem Rzesniken gehörte, am 11. Juli 1920 über die weitere staatliche Zugehörigkeit zu Ostpreußen (und damit zu Deutschland) oder den Anschluss an Polen ab. In Rzesniken stimmten 20 Einwohner für den Verbleib bei Ostpreußen, auf Polen entfielen keine Stimmen.
Am 30. September 1928 gab der Gutsbezirk Rzesniken seine Eigenständigkeit auf und wurde in den Nachbarort Odoyen (1938 bis 1945 Nickelsberg, polnisch Odoje) eingemeindet. Am 3. Juni (amtlich bestätigt am 16. Juli) 1938 wurde Rzesniken in „Försterei Nickelsberg“ umbenannt.
In Kriegsfolge wurde der Ort 1945 mit dem gesamten südlichen Ostpreußen an Polen überstellt und erhielt die polnische Namensform „Rzęśniki“. Heute ist er in die Stadt- und Landgemeinde Orzysz (Arys) im Powiat Piski (Kreis Johannisburg) einbezogen, bis 1998 der Woiwodschaft Suwałki, seither der Woiwodschaft Ermland-Masuren zugehörig.

## Kirche
Rzesniken bzw. Försterei Nickelsberg war bis 1945 in die evangelische Kirche Arys in der Kirchenprovinz Ostpreußen der Kirche der Altpreußischen Union sowie in die römisch-katholische Kirche Johannisburg (polnisch Pisz) im Bistum Ermland eingepfarrt.
Heute gehört Rzęśniki katholischerseits zur Pfarrei in Orzysz im Bistum Ełk der Römisch-katholischen Kirche in Polen. Die evangelischen Einwohner halten sich zur Kirche in der Kreisstadt Pisz in der Diözese Masuren der Evangelisch-Augsburgischen Kirche in Polen.

## Verkehr
Rzęśniki liegt östlich der polnischen Landesstraße 63 (einstige deutsche Reichsstraße 131) und ist von ihr aus auf der Nebenstraße 1702N nach Czarne (Czarnen, 1938 bis 1945 Herzogsdorf) zu erreichen. Die nächste Bahnstation ist Odoje (Odoyen, 1938 bis 1945 Nickelsberg) an der – allerdings nicht mehr regulär befahrenen – Bahnstrecke Czerwonka–Ełk (deutsch Rothfließ–Lyck).